# ホーゼンフェルト
ホーゼンフェルト（ドイツ語: Hosenfeld）は、ドイツ連邦共和国ヘッセン州カッセル行政管区のフルダ郡に属す町村である（以下、本項では便宜上「町」と記述する）。

## 地理

### 位置
ホーゼンフェルトはフルダ郡の西部に位置している。フォーゲルスベルク山地の東の支脈に位置しており、町の中心部の高度は海抜 374 m である。郡庁所在地のフルダとは約 19 km の距離がある。
町内をヨッサ川が流れている。この川はホーゼンフェルト＝ハインツェルの北側でリューダー川に合流する。リューダー川はフルダ川に注いでおり、ヨッサ川はフルダ川の支脈の1つとされる。

### 町域の広がり
この町の面積は 50.74 km2、南北の幅は 8.8 km、東西の幅は 5 km である。これには密集した森林地域と自然保護区「ヒンメルスベルク」は含まれていない。

### 隣接する市町村
ホーゼンフェルトは、北はグローセンリューダー、東と南はノイホーフ（ともにフルダ郡）、西はフライエンシュタイナウ、グレーベンハイン、ヘルプシュタイン（いずれもフォーゲルスベルク郡）と境を接している。

### 自治体の構成
この町は、小集落ジーベルツミューレを含む主邑ホーゼンフェルトの他、ブランケナウ、ブラントロス、ハインツェル、ヨッサ、プファッフェンロート、ポッペンロート、シュレッツェンハウゼン（ゲルスロートを含む）の各地区からなる。

## 歴史
現在のホーゼンフェルトの町域は歴史を秘めた土地柄で、1934年にホーゼンフェルト西部の墳丘に偶然できた開口部から青銅器時代の出土品が発見された。これは、この地域には紀元前2000年から紀元前1000年までの間にはすでに人々が往来しており、あるいは定住していた可能性を示す証拠である。
この町に属す集落の文献上の初出は以下の通りである: ブランケナウ 1265年、ブラントロス 1030年、ハインツェル 1279年、ホーゼンフェルト 1284年、ヨッサ 1375年、プファッフェンロート 1582年、ポッペンロート 1273年、シュレッツェンハウゼン 1270年。
ホーゼンフェルトの町域全体が、聖ボニファティウスによって創始され、ベネディクト会修道士シュトゥルミウスが建設したフルダ修道院、後のフルダ司教領の高権下に置かれていた。

### 町村合併
ブランケナウ、ブラントロス、ハインツェル、ヨッサ、プファッフェンロート、ポッペンロート、シュレッツェンハウゼン（ゲルスロートを含む）の7つの独立していた町村が1971年12月31日に合併し、ヘッセン州の地域再編に伴って、既に成立していたホーゼンフェルト町に統合された。

## 住民

### 人口推移
1939年以降のホーゼンフェルトの人口推移の概要を以下に示す。
1961年は6月6日、1970年は5月27日、それ以外は12月31日現在の数値である。
| 地区 / 人口（人）                            | 2016年 | 2007年 | 2001年 | 1995年 | 1979年 | 1970年 | 1961年 | 1950年 | 1939年 |
| -------------------------------------------- | ------ | ------ | ------ | ------ | ------ | ------ | ------ | ------ | ------ |
| ホーゼンフェルト（中核地区）                 | 1,587  | 1,557  | 1,557  | 1,435  | 1,179  | 1,100  | 1,055  | 1,011  | 985    |
| ブランケナウ                                 | 791    | 789    | 752    | 693    | 610    | 572    | 525    | 585    | 474    |
| ブラントロス                                 | 152    | 152    | 150    | 136    | 137    | 145    | 119    | 135    | 126    |
| ハインツェル                                 | 1,227  | 1,270  | 1,185  | 1,153  | 1,005  | 955    | 802    | 932    | 716    |
| ヨッサ（ホーゼンフェルト）                   | 445    | 445    | 472    | 504    | 502    | 501    | 445    | 449    | 374    |
| プファッフェンロート                         | 126    | 126    | 134    | 142    | 118    | 119    | 117    | 156    | 126    |
| ポッペンロート                               | 220    | 220    | 197    | 174    | 161    | 143    | 112    | 112    | 76     |
| シュレッツェンハウゼン（ゲルスロートを含む） | 367    | 397    | 414    | 389    | 408    | 412    | 380    | 440    | 372    |
| 合計                                         | 4,930  | 5,015  | 4,836  | 4,626  | 4,120  | 3,947  | 3,555  | 3,844  | 3,275  |

2007年12月31日の人口 5,015人中、男性が 2,538人、女性が 2,477人であった。1939年から2007年までの間に約1,740人増加している。これは約 48 % の増加率にあたる。（町の報告による、この町の主たる住居地にする人口と副次的居住地とする人口の和である）

### 宗教

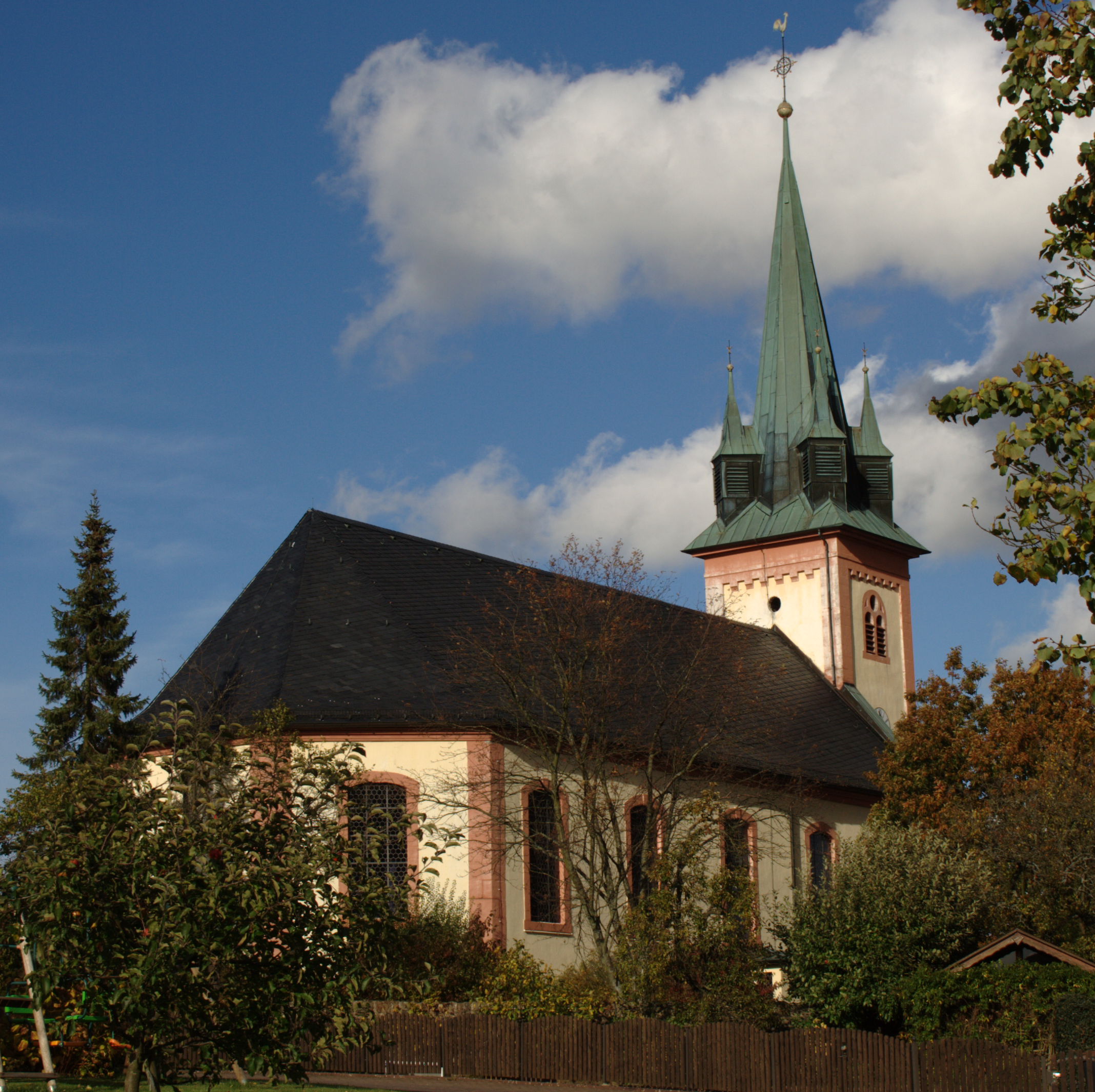
ホーゼンフェルトのカトリック教会

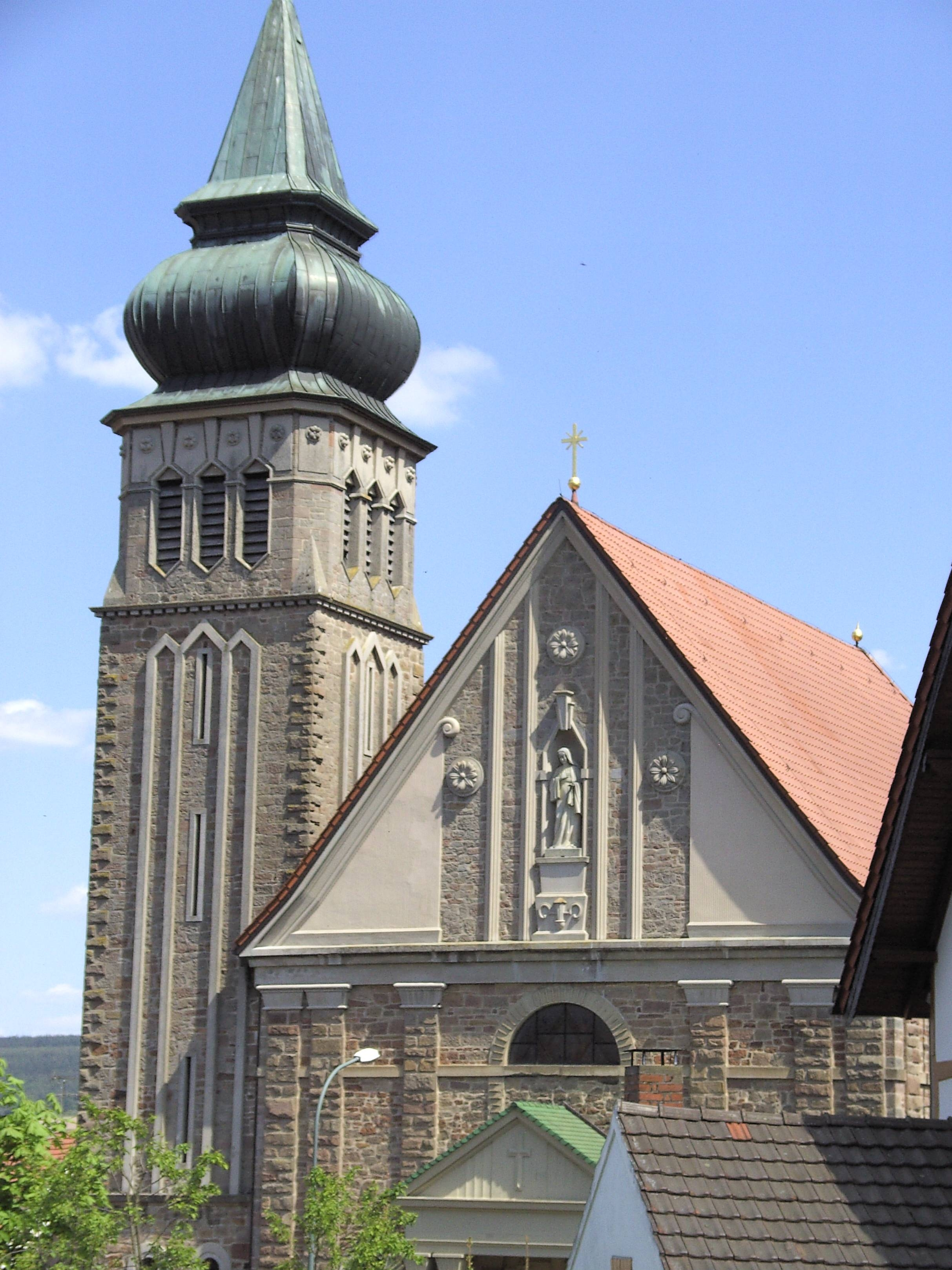
ハインツェルのカトリック教会

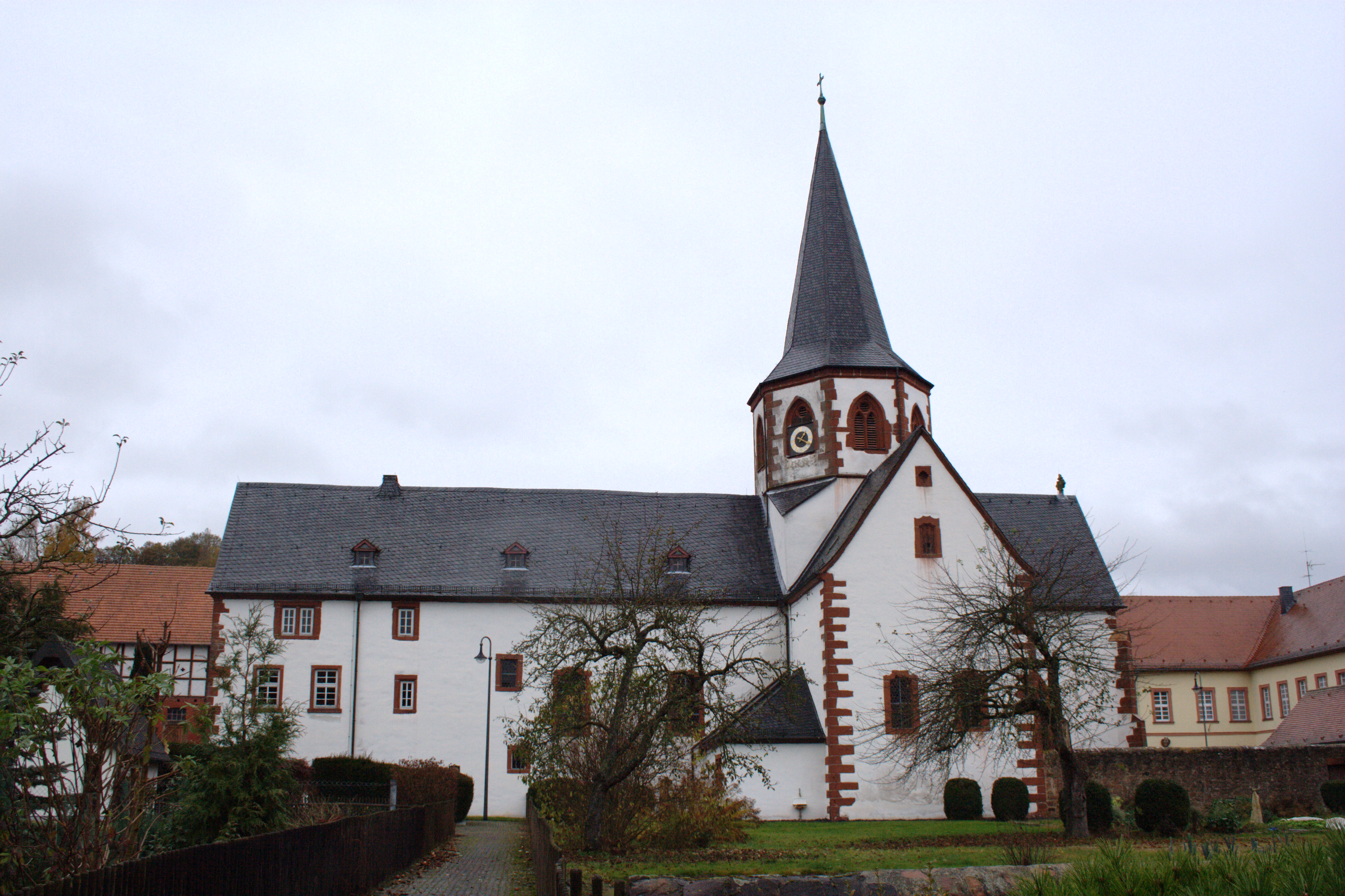
ブランケナウ修道院教会

#### カトリック
ホーゼンフェルトの町域は、過去何世紀もの間フルダ修道院およびフルダ司教領の支配下にあり、このため現在でもカトリックの伝統が根付いている。フルダ郡はその郡域に、かつてのフルダ司教領の中心部を含んでおり、したがっていくつかの小さな地域を除いて主にローマ＝カトリックが優勢である。これに対して、1972年にフォーゲルスベルク郡に編入された旧ラウターバッハ郡は、宗教改革によって福音主義（プロテスタント）が主流となった。1752年のフルダ司教区創設により、ホーゼンフェルトはこれに組み込まれ、統合された。こうしてホーゼンフェルトは宗教改革以後現在まで何世紀にもわたって「信仰の境界」に位置することとなった。
カトリックの教会創設後、ホーゼンフェルトのカトリック教区は、フルダ司教区のノイホーフ＝グローセンリューダー首席司祭区に属している。
町内の教区
ホーゼンフェルト、ハインツェル、ブランケナウに教区教会がある。ヨッサは、聖ロクスに献堂された支教会を有している。ヨッサの地区内、シュリンゲンミューレの近くに「シュリンゲン礼拝堂」と呼ばれる巡礼教会がある。この礼拝堂は聖母マリアに捧げられている。シュレッツェンハウゼンは、その壁の中に聖ニコラウスに捧げられた支教会を有している。ポッペンロート、プファッフェンロート、ブラントロスには教会がない。ホーゼンフェルト町内の3つの教会組織共同の司祭館がホーゼンフェルト＝ブランケナウのプロプスタイ広場 4番地に位置している。ブラントロス集落は、2017年の第1アドヴェントに教区変更がなされるまでホーゼンフェルト内の教区に含まれていなかった。それまではノイホーフ＝ハウスヴルツの聖バルトロメウス教区に属していたのである。聖バルトロメウス教区教会とこれに付属する司祭館は、ノイホーフ＝ハウスヴルツのブラントローザー通り 4番地にある。
「聖エリーザベト」老人・養護ホーム
ホーゼンフェルト教区には聖エリーザベト老人・養護ホームがある。この施設はフルダの聖ヴィンツェンツ・フォン・パウル –KdöR– による慈善姉妹団の施設である。この施設はホーゼンフェルトのヘルラインヴェーク 5番地にある。
古い保護文化財に指定された病院内の旧ブランケナウアー老人ホームの場所に、2012年に新しい老人・養護ホームが開業した。この施設には現在、60室の完全入所者用個室と短期療養施設がある。
教区の近現代
ホーゼンフェルトが属しているフルダ司教区は、2002年にフルダ司教ハインツ・ヨーゼフ・アルガーミッセンによって「司牧プロセス」とよばれる再編成が行われた。これにより独立した教区組織が司牧連合、すなわち複数の教区からなるより大きな宗教組織としてまとめられた。首席司祭区の編成も、これと関連して一部が変更された。2007年4月1日以降、司教区内に10の首席司祭区が存在している。
教区連合 / 司牧連合
フルダ司教区は2011年12月3日に「クラインハイリヒクロイツ」司牧連合を設立し、ノイホーフ＝グローセンリューダー首席司祭区に組み込んだ。この教区連合にはフルダ郡西部の8つのカトリック教区が属しており、その結果マインツ司教区に属すフォーゲルスベルク郡と境を接している。属している教区は以下の通りである:
- バート・ザルツシュリルフの聖フィトゥス教区
- ビムバッハの聖ラウレンティウス教区、シュネプフェン礼拝堂、メルケスの聖ヤーコブス・デア・エルテレ支教会およびリュッテルツの聖フィトゥス支教会を有する
- ブランケナウの聖ジーモンおよびユダス教区
- グローセンリューダーの聖ゲオルク教区、ランゲンベルク礼拝堂、アイヒェナウ（グローセンリューダー）の聖ヴァーレンティン支教会、ウフハウゼンの聖ゼバスティアーン支教会を有する
- ハインツェルの聖ジンプリキウスおよびファウスティヌス教区
- ホーゼンフェルトの聖ペーターおよびパウル教区、シュリンゲン礼拝堂、ヨッサの聖ロクス支教会、シュレッツェンハウゼンの聖ニコラウス支教会を有する
- クラインリューダーの洗礼者聖ヨハネス教区
- ミュスの隠修士聖アントニウス教区

#### 福音主義
ホーゼンフェルトを含むフルダ地方の福音主義教会は少数派である。ホーゼンフェルトは、その歴史において、固有の福音主義教会組織を有したことがない。これは町内全域にあてはまる。歴史上の知見によれば、カトリックの信仰はホーゼンフェルトにおいてもフルダ修道院の修道院長や後のフルダ司教領の司教領主によって繰り返し保護・強化されてきた。特に領主修道院長のバルタザール・フォン・デルンバッハは格別な役割を演じた。福音主義の信仰は、この町の歴史において、現在と同様に重要性が低い。
教会組織
現在この町の福音主義信者は2つの教会組織に属している。
十字架教会
フルダの福音主義十字架教会は、ブラントロス、プファッフェンロート、ポッペンロート、ヨッサ、ホーゼンフェルト中核地区、ゲルスロートを含むシュレッツェンハウゼンを管轄している。この教区の集会所はフルダ＝ノイエンベルクのハーダーヴァルト通り89a番地の福音主義十字架教会で、ここには牧師館や集会所もある。十字架教会に属すホーゼンフェルト町内の福音主義信者のためにホーゼンフェルトのカトリック聖ペーターおよびパウル教区教会で福音主義の礼拝が行われてもいる。
バート・ザルツシュリルフおよびグローセンリューダー福音主義連合会
バート・ザルツシュリルフおよびグローセンリューダー福音主義教会 - 連合会 - は、ハインツェルおよびブランケナウを管轄している。この組織の集会所は、バート・ザルツシュリルフのゼーダーヴェーク1番地クアパルクないの福音主義教会である。ここには集会所や牧師館がある。

## 行政

### 議会
ホーゼンフェルトの町議会は、23議席からなる。

### 首長
1972年のヘッセン州の地域再編に伴いホーゼンフェルト町が成立して以降の町長を以下に示す:
- 1972年12月15日 - 1996年12月31日　エックハルト・ミュラー (CDU)
- 1997年1月1日 - 2013年6月30日　ブルーノ・ブロック（無所属）
- 2013年11月1日 -　ペーター・マロレプジー (CDU)

1992年まで町長はヘッセン州の憲法の規定に基づき町議会での選挙によって選出されていた。必然的にこれは、議会で多数派を占める会派や政党の政策と結びついていた。直接選挙の導入により、住民に直接選ばれた町長は、再選は政党や会派の票ではなく住民の投票にかかっているため、自由に行動できるようになった。

## 文化と見所

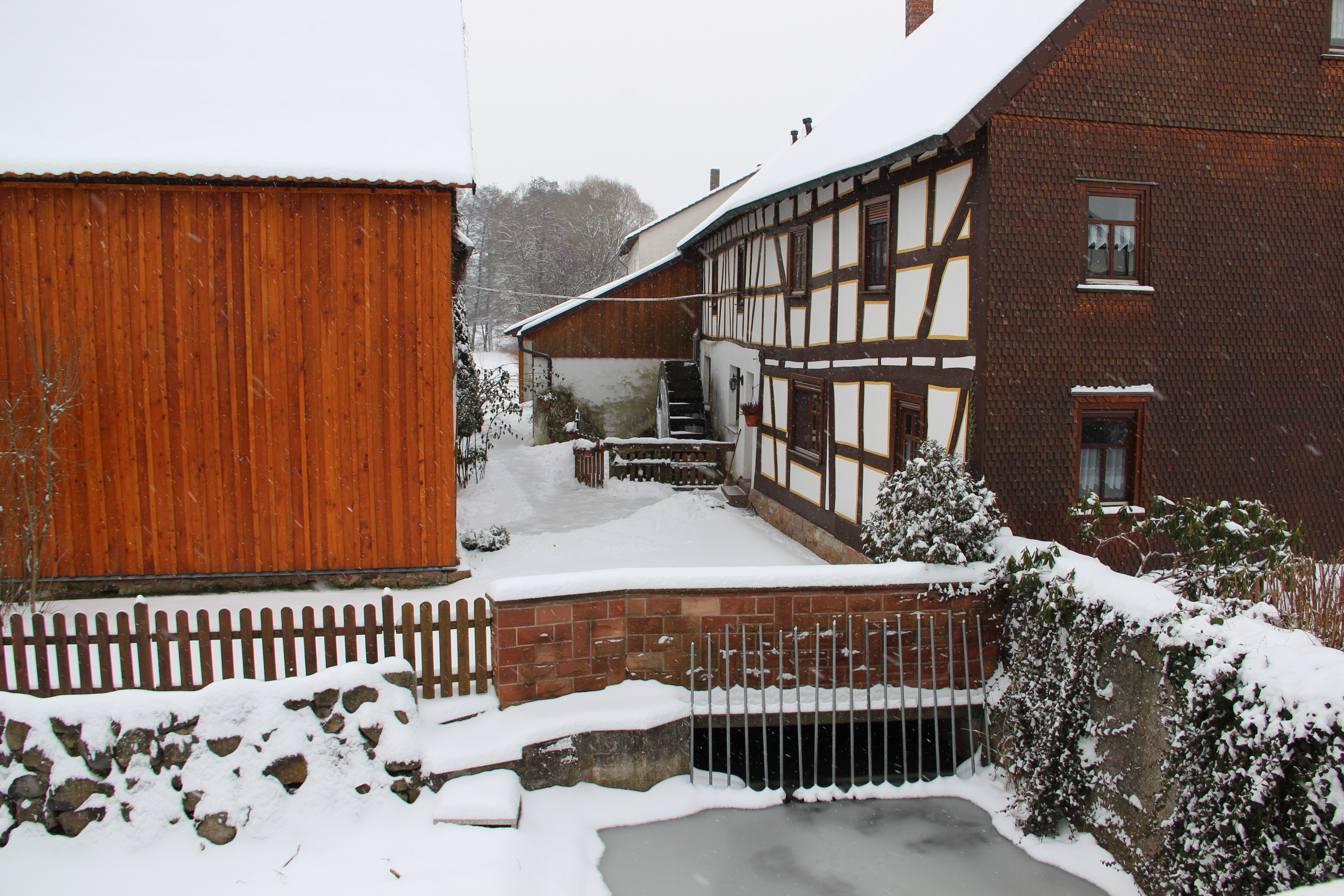
シュテークミューレ

### 建築
- 「ブランケナウ修道院とプロプスタイ（司教座教会首席司祭の館）」郷土博物館が入居している
- 「シュタインハイリゲンシュトック」ホーゼンフェルトの西グラプブルクに建つ高さ 2.31 m の一枚岩のビルトシュトック（ドイツ語版、英語版）（路傍のキリスト像）である。この宗教的文化財は、宗教改革期の聖像破壊運動を切り抜けた、フルダ郡で最も古い2つのビルトシュトックのうちの1つである。
- 「シュテークミューレ」ハインツェル集落の入り口のリューダー川にある、約500年前に造られ、現在も稼働している穀物水車である。

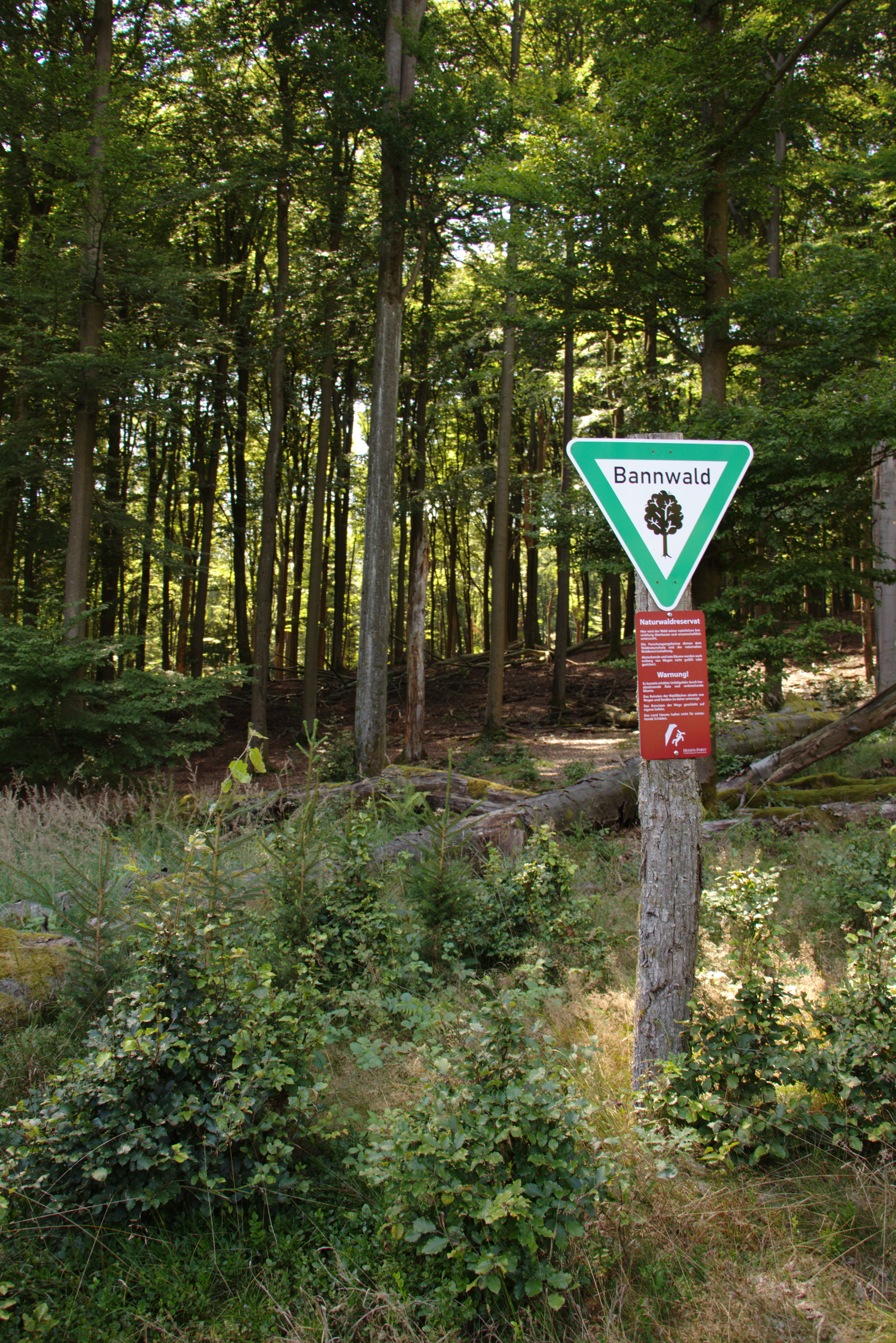
バンヴァルト・シェーンブーヒェ

- 「シュリンゲン礼拝堂」ヨッサ。

- プロプスタイ
- シュタインハイリゲンシュトック
- シュリンゲン礼拝堂

### 自然環境
ホーゼンフェルトはフォーゲルスベルク山地に位置している。ヘッセン州最大のまとまった森林地域であるフルダー盆地西部ウンテラー・フォーゲルスベルク北東部のギーゼラー・フォルストの西端にあたる。町の北西に位置する高さ約 490 m のヒンメルスベルクは自然保護区に指定された山である。
ホーゼンフェルト町内の「ジーベンブルネンタール」からリューダー川右岸の支流「カルテ・リューダー川」が湧出する。この川は、ギーゼラー・フォルスト西部の辺縁部に 23,952 km 2 の流域を有しており、クラインリューダーの南でリューダー川に合流する。それまでにジーベルツミューレ、ツヴィックミューレ、ヘッセンミューレといった住宅地/小集落を通ってゆく。自然林保護区「バンヴァルト・シェーンブーヒェ」はブナを主体とする保護面積 27.6 ha の保護区であり、ギーゼラー・フォレストの南西部に位置している。ギーゼラー・フォレストは、ノイホーフとホーゼンフェルトとの町境に広がる面積 7,000 ha を超えるまとまった森林地域で、古い街道「アントザンヴィア」から遠くなく、「キルヒボイムヒェン」と呼ばれている。

### クラブ、協会、団体
ホーゼンフェルト町内には 52のクラブ、連合会、組織団体がある。
- スポーツクラブ: ホーゼンフェルト、ハインツェル、ブランケナウ
- 音楽クラブ: ホーゼンフェルト、ブランケナウ
- 歌唱クラブ: ホーゼンフェルト、ハインツェル、ブランケナウ、ヨッサ

## 経済と社会資本

### 教育
学校
ホーゼンフェルトには基礎課程学校が3校ある。ホーゼンフェルトの「フォーゲルスベルクシューレ」、ハインツェルの「シュヴァルツァタール基礎課程学校」と、そのブランケナウ分校である。これより上級の学校は、グローセンリューダーとフルダに存在する。
幼稚園
ホーゼンフェルト町が運営する幼稚園は、ホーゼンフェルトの「レーヴェンツァーン」（4グループ、100人）、ハインツェルの「クンターブント」（3グループ75人）がある。ブランケナウの幼稚園「メンシェンキンダー」（1グループ25人）は、園児不足のため2018年に閉鎖された。ホーゼンフェルトとハインツェルの幼稚園では「U3 ケア - 3歳以下の児童」が実施されている。町内には、幼児保育のためのターゲスムッター（昼間自宅でベビーシッターを行うシステム）がある。
市民大学
ホーゼンフェルトには、内容が豊富で多彩な分野のフルダ郡市民大学の分校がある。この分校はホーゼンフェルトのフォーゲルスベルクシューレとコースによっては公民館で開講している。

### ライフライン
下水道
クラインリューダーから約 1 km 離れたリューダー川沿いの草地にホーゼンフェルトとグローセンリューダーが共同して設立した自治体目的連合が運営する汚水処理場がある。ここではホーゼンフェルトの全地区とグローセンリューダーのクラインリューダー地区の汚水が処理される。
上水道
ライヒロス、ポッペンロート、ブランケナウの地下水およびヨッサとハインツェルの水源地から町の中央浄水所に水が集められ、町内全域に供給されている。ノイホーフのハウスヴルツ地区の上水道もライヒロスの地下水を用いている。
塵芥処理
ホーゼンフェルトは、フルダ郡の全市町村が加盟している塵芥処理のための組織「塵芥処理目的連合」のフルダ郡中央塵芥処理所の所在地である。

### 経済統計
ヘッセン州の地域計画によれば、ホーゼンフェルトはその主邑が小規模中心に指定されており、上級中心都市フルダの下位に置かれている。2016年12月31日現在のヘーゼンフェルトの総面積 5,073 ha は以下のように利用されている: 農業用地 46.7 % (2,369 ha)、林業用地 42.2 % (2,142 ha)、住宅・商工業・交通用地 9.8 % (499 ha)。町内のすべての地区で農業が主体である。
企業や産業用地については、ハインツェルの「イン・デア・ヒンターバッハ/アム・ミューレス」およびホーゼンフェルトの「アム・ヘルメトツァッカー」がある。
2016年12月31日現在の労働比率（全人口に対する労働者の割合）は 39.6 %（労働者数 1,868人）である。1,868人の労働者のうち 85.4 %（1,595人）が町外の職場に通勤しており、273人が町内に職場を有している。町内には合計 535人分の職場がある。

### フルダ南西地域フォーラム
ホーゼンフェルトは、1998年5月にバート・ザルツシュリルフ、アイヒェンツェル、フリーデン、グローセンリューダー、ノイホーフ、カルバッハとともに結成された「フルダ南西地域フォーラム」の一員である。このフォーラムは、フルダ郡南西部の地域発展のための自治体作業共同体である。この共同体は、ヘッセン州、連邦共和国、欧州連合の支援金を獲得することに成功した。2000年から2007年までの支援期間に地域フォーラムに参加した自治体に対し、様々なプロジェクトについて総額210万ユーロの支援金が支給された。この共同体が2006年に登録協会に移行した後、郡手工業者協会、郡農業従事者連合、自然保護連合の作業共同体、同業組合や個人がこれに参加した。この地域フォーラムは、農村地域開発のための共同体主導による LEADERに基づき、欧州連合の支援地域への認定申請を行った。
2008年に「フルダ南西地域フォーラム e.V.」は、欧州連合の LEADER-支援地域に認定された。認定決定は、ヘッセン州の事務次官カール＝ヴィンフリート・ザイフ臨席の下、ヘーゼンフェルトの全住民および数多くのゲストに報告された。2007年から2013年までの支援期間に130万ユーロの支援金がこの地域のために追加された。2014年から2020年まで新たに LEADER-支援地域に認定され、この支援期間には186万ユーロの支援金が支給された。
7町村および市町村館共同作業体 (IkZ) は共同で以下の課題に取り組んでいる.
- 共通発展コンセプトの作成
- 全般的な青年労働者の雇用
- この地域のサイクリングツアーや観光業の発展
- 公立博物館の博物館連合の形成
- 自治体のホームページ運営
- 地域のエネルギー供給業者と共同でのバイオマス利用研究
- 加盟自治体の文化週間や文化イベント
- 子供の文化の日
- 地域の日（毎年秋、10月の第1週末）
- 複式簿記および費用対効果の導入
- 地域開発グループとして、地域フォーラムによるEU-資金の回収

2007年からフルダ南西地域フォーラムは住民サービスも行っている。これは地域内の家庭、農場、老人に対するサービスを含んでいる。地域フォーラムの「住民サービス」は、現在6人の従業員（かつての長期失業者）を雇用しており、フルダ郡手工業者協会の自主運営組織「プロハントヴェルク」によって運営されている。
「フルダ南西地域フォーラム」は、その共同活動のためにヘッセン納税者連合と市町村連合で形成されている「Spar-Euro」2007を開催した。Spar-Euro はコスト意識の高い経済的な自治体取引の標である。

### 交通
ホーゼンフェルトは、連邦道 B27号線、B40号線、B254号線経由で、アウトバーン A5号線、A7号線、A66号線に接続する。
ホーゼンフェルトはバス路線 60号線により、一時間間隔で上級中心都市フルダに接続する。
ホーゼンフェルトは上級中心都市フルダのインターシティー駅から約 19 km、フォーゲルス鉄道（フルダ - ギーセン）から約 16 km 離れている。
ホーゼンフェルトにはヨッサ地区のフルダ＝ヨッサ特別飛行場があり、ビジネス用小型機が発着可能である。

### 防火
約5,000人の町の住民に対する法律で定められた防火を確保するために、町は8つの地区全部に消防支部を置いている。

## 関連図書
- Michael Mott: Historischer Glaubenszeuge unserer Altvordern/Gotischer Bildstock bei Hosenfeld. In: „Buchenblätter“ Fuldaer Zeitung, 68. Jahrg., Nr. 18, 21. Juli 1995, S. 69, 70.
- Literatur über Hosenfeld in der Hessischen Bibliographie